# نادي بيداسوا لكرة اليد
نادي بيداسوا لكرة اليد (بالإسبانية: Club Deportivo Bidasoa)‏ هو نادي كرة يد في إسبانيا تأسس في سنة 1962 يقع مقره في إرون، منطقة إقليم الباسك، إسبانيا. تبلغ سعة ملعبه 2200 متفرجا.